# Катрін Маврікакіс

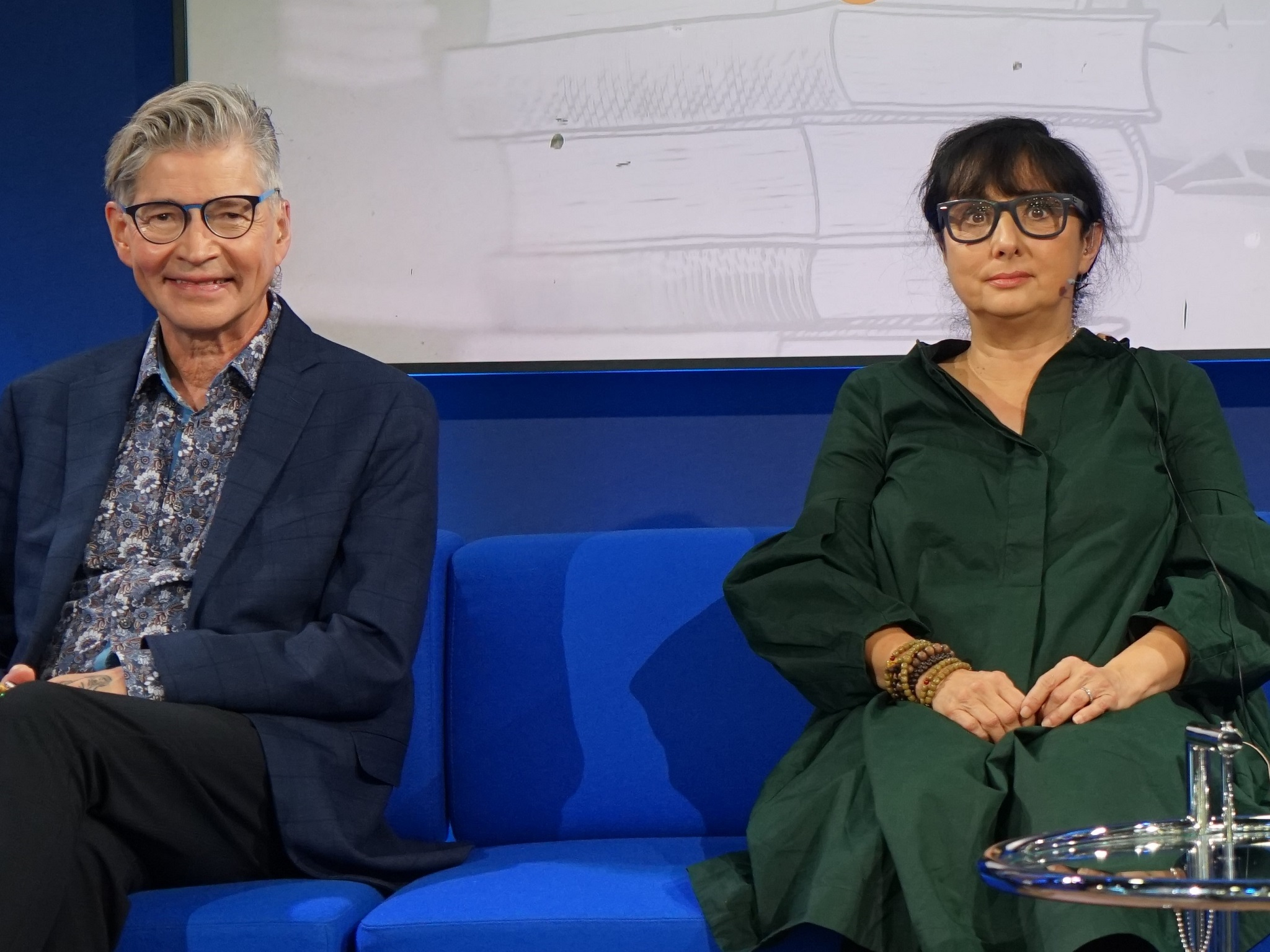
Катрін Маврікакіс та Пол Сісеквазіс, 2021

Катрін Маврікакіс (англ. Catherine Mavrikakis; нар. 7 січня 1961 р.) — канадська науковиця та письменниця, яка живе в Квебеку.
Донька грека, який виріс в Алжирі, та француженки, вона народилася в Чикаго та виросла в Анжу, Монреаль-Норд, Сен-Леонард, у Франції та у Сполучених Штатах. Оселилася в Монреалі 1979 року. З 1993 по 2003 рік викладала в Університеті Конкордія. 2003 року приєдналася до кафедри французької літератури в Монреальському університеті.
Робота віртуальної реальності 2015 року «Невідомий фотограф» містить текст Маврікакіс.

## Вибрані твори
- Deuils cannibales et Mélancoliques, роман (2000)
- Ça va aller, роман (2002)
- Fleurs de crachat, роман (2005), перекладений англійською мовою Натанаелем як «Flowers of Spit» (2011), який потрапив до короткого списку премії ReLit [9]
- Condamner à mort. Le meurtre et la loi à l'écran, есе (2005), отримало премію Віктора-Барбо та було номіновано на Премію генерал-губернатора за літературні заслуги 2006 року[10]
- Небо над Бей Сіті /Le ciel de Bay City, роман (2008), отримав Grand prix du livre de Montréal (fr), Prix des libraires du Québec (fr) та Prix littéraire des collégiens[11]
- Омаха-Біч, п'єса (2008), номінована на Премію генерал-губернатора за літературні заслуги 2008 року[12]
- Останні дні Смокі Нельсона, роман (2011), номінований на Премію генерал-губернатора за французьку художню літературу[13]
- Ce que dit l'écorce (2014), з Ніколя Левеском

## Переклади українською
2025 року у «Видавництві Анетти Антоненко» вийшов український переклад роману «Небо над Бей Сіті». Перекладач — Ростислав Нємцев.